# Suragina varicolor
Suragina varicolor är en tvåvingeart som först beskrevs av Enrico Adelelmo Brunetti 1929.  Suragina varicolor ingår i släktet Suragina och familjen bäckflugor.
Artens utbredningsområde är Uganda. Inga underarter finns listade i Catalogue of Life.